# Orthosia vittata
Orthosia vittata là một loài bướm đêm trong họ Noctuidae.